# دو بينغ
دو بينغ (بالصينية: 杜苹) هو لاعب كرة قدم صيني في مركز الوسط، ولد في 28 فبراير 1978 في شنيانغ في الصين. شارك مع منتخب الصين لكرة القدم. أما مع النوادي، فقد لعب مع نادي جنوب الصين ونادي غوانغجو آر أند إف ونادي غويزهو رينهي.

## وصلات خارجية
- دو بينغ على موقع قاعدة بيانات كرة القدم.إي يو (الإنجليزية)
- دو بينغ على موقع ناشيونال فوتبول تيمز (الإنجليزية)